# 봉황이끼과
봉황이끼과(Fissidentaceae)는 꼬리이끼목에 속하는 이끼과의 하나이다. 이전에는 봉황이끼목(Fissidentales)의 단일 과로 분류했다. 

## 하위 속
- Conomitrium
- 봉황이끼속 (Fissidens)
- Moenkemeyera